# Aleurotrachelus atratus
Aleurotrachelus atratus es una especie de insecto hemíptero de la familia Aleyrodidae y la subfamilia Aleyrodinae. Se distribuyen por Sudamérica. Es considerada una plaga ocasional en cultivos de cocoteros de zonas tropicales o subtropicales, incluidas las islas Canarias.

Fue descrita científicamente por primera vez por Hempel en 1922.